# Paco (francotirador)
Paco es la denominación, ahora en desuso, para un francotirador.

## Historia
El término aludía inicialmente a los francotiradores rifeños que luchaban contra la ocupación colonial española, durante la guerra del Rif (1911-1927), debido a que el sonido de sus viejos fusiles en los barrancos marroquíes sonaba Pa y su eco Co.
El Diccionario de la Real Academia Española recoge también el verbo "paquear", con el significado de "disparar como los pacos". El uso de paco se hizo popular en España y se usó también en la guerra civil española. 
Las tropas de Abd el-Krim (llamadas genéricamente harka, "movimiento") llevaron a cabo una guerra de guerrillas basada en el desgaste que ocasionaba en el ejército enemigo la presencia constante e invisible de francotiradores, que tenían la ventaja de combatir en su propio terreno, un terreno escarpado que proporcionaba muchas facilidades para la emboscada.
Posteriormente, esta denominación cayó en desuso.